# Польські збройні сили на Заході

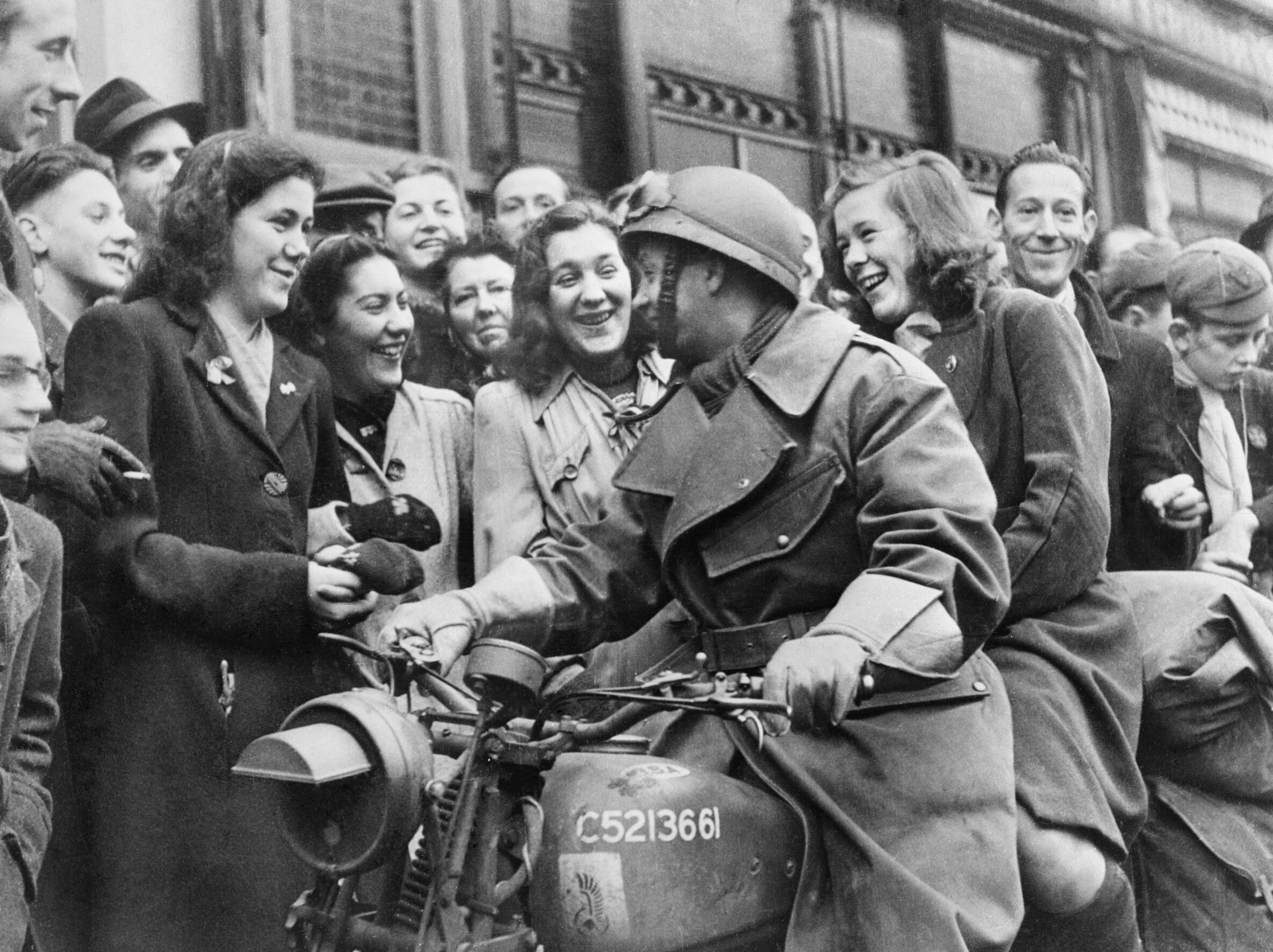
Жителі Бреди вітають польських солдатів, Нідерланди, 1944

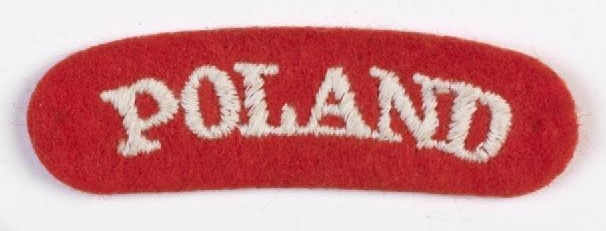
Польських збройних сил на Заході

Польські збройні сили на Заході (пол. Polskie Siły Zbrojne na Zachodzie) — військові формування з числа громадян Польщі та етнічних поляків, що брали участь у збройній боротьбі проти нацистської Німеччини та її союзників на боці західних союзників антигітлерівської коаліції.
Польські військовослужбовці були активними учасниками бойових дій на Заході як на морі, так і в повітряних боях; протягом Битви за Британію (1940–1945) польські підрозділи, такі як ескадрон винищувачів № 303 «Kościuszko», були порівняно успішні. Зокрема наприкінці війни Польські Повітряні Сили у вигнанні озвучували цифру збитих ворожих літаків на рівні 769. Поруч з тим Військово-Морські Сили у вигнані були активними в операціях із захисту конвоїв у Північному морі та Атлантичному океані.
Військо Польське на Заході за походженням
| Дезертири з числа силоміць призваних до німецького Вермахту | 89,300  | (35.8%) |
| Що евакуювалися з СРСР у 1941 | 83,000  | (33.7%) |
| Що евакуювалися з Франції у 1940 | 35,000  | (14.0%) |
| Звільнені військовополонені | 21,750  | (8.7%)  |
| Ті, що втекли з окупованої Європи | 14,210  | (5.7%)  |
| Добровольці зі звільненої Франції | 7,000   | (2.8%)  |
| Полонія з Аргентини, Бразилії та Канади | 2,290   | (0.9%)  |
| Полонія з Великої Британії | 1,780   | (0.7%)  |
| Загалом | 249,000 |         |
| Примітка: До липня 1945, коли призов до лав Війська Польського було припинено, майже 26 830 польських солдатів загинуло, зникло безвісти або померло від поранень. Після цієї дати, додатково 21 000 колішних польських військовополонених увійшло до складу Війська |         |         |